# CD163
CD163 — белок, клеточный рецептор. Продукт гена CD163. Высокоаффинный рецептор-мусорщик (скавенджер-рецептор) комплексов гемоглобин-гаптоглобин, а в отсутствие гаптоглобина (с более низкой аффинностью) — гемоглобина. Экспрессирован на клетках моноцитарно-макрофагального ряда. CD163 действует как иммунный сенсор на грамположительные и грамотрицательные бактерии. Впервые описан в 1987 году.

## Структура
Белок CD163 состоит из 1048 аминокислот, молекулярная масса — 130 кДа. Входит в семейство обогащённых цистеином рецепторов-«мусорщиков» SRCR.

## Функция
Белок CD163 — рецептор острой фазы, который участвует в очищении организма от комплексов гемоглобин-гаптоглобин и их эндоцитоз макрофагами и, таким образом, играет роль в защите тканей организма от повреждения свободным гемоглобином в результате окислительного повреждения, к которому последний способен привести. Участвует в захвате железа и его повторном использовании посредством эндоцитоза комплексов гемоглобин-гаптоглобин и последующего разложения гема. Связывание комплекса гемоглобин-гаптоглобин — кальций- и pH-зависимый процесс. CD163 запускает внутриклеточные сигналы, включающие тирозинкиназно-зависимую мобилизацию кальция, синтез инозитолтрифосфата и секрецию IL6 и CSF1.
После отщепления от мембраны свободная (растворимая) форма может играть противовоспалительную роль и служить диагностическим параметром активации макрофагов при воспалительных заболеваниях.

## Клиническое значение
Растворимая форма рецептора присутствует в плазме и спинномозговой жидкости и, как правило, обозначается sCD163. Образуется в результате отщепления эктодомена от мембраны и может представлять собой форму модулирования функции CD163 Отщепление sCD163 происходит в результате ферментативной активности протеазы ADAM17. Повышенное содержание sCD163 обнаружено при широком спектре воспалительных заболеваний, включая цирроз печени, диабет, синдром активации макрофагов, болезнь Гоше, сепсис, ВИЧ-инфекция, ревматоидный артрит и лимфогранулематоз. Кроме этого, sCD163 увеличивается в спинномозговой жидкости после субарахноидального кровоизлияния. Экспрессия CD163 была также обнаружена на нейронах центральной нервной системы, однако его функция на этих клетках неизвестна.

## Взаимодействия
CD163 взаимодействует с CSNK2B.